# Julia van der Sprong
Julia van der Sprong (n. 27 septembrie 1999) este o sportivă neerlandeză. A participat la competiții asociate Jocurilor Olimpice în care a câștigat o medalie de aur.

## Participări
Lista de mai jos prezintă principalele competiții la care a participat Julia van der Sprong de-a lungul carierei.
- wheelchair basketball at the 2020 Summer Paralympics – women's tournament[*]